# Marca de ceca
Una marca de ceca es una letra, símbolo o inscripción en una moneda que indica la ceca donde se produjo la moneda.

## Historia
Las marcas de cecas se desarrollaron por primera vez para localizar un problema. Si una moneda tenía un peso inferior al normal o un peso excesivo, la marca de la ceca indicaría inmediatamente dónde se acuñó la moneda y el problema podría localizarse y solucionarse. Otro problema que podría ocurrir sería que un funcionario de la casa de la moneda deshonesto rebajara la moneda o pusiera menos metal precioso en la moneda del especificado. Las primeras marcas de ceca, llamadas "Marcas de Magistrado" fueron desarrolladas por los griegos, y nombraron al Magistrado a cargo de producir esa moneda. Desbastar una moneda, o manipularla de otro modo, era un delito muy grave, a menudo castigado con la muerte en muchas civilizaciones. Por ejemplo, en 1649, los directores de la Casa de la Moneda de la colonia española americana en Potosí, en lo que hoy es Bolivia, fueron condenados a muerte por degradar gravemente la acuñación. Las iniciales del ensayador, así como la marca de la ceca, fueron identificadores inmediatos cuando se inspeccionaron las monedas.
En algunos casos, los símbolos encontrados en el campo de las monedas griegas antiguas indican cecas, no magistrados. Las cecas en los territorios conquistados por Alejandro Magno acuñaron monedas con los tipos que usaba en Macedonia, pero marcados con un símbolo local. Por ejemplo, Rhodes acuñó monedas con los tipos de Alexander marcados con una rosa, un símbolo local que se usaba anteriormente en sus propias monedas.
Una reforma de Diocleciano hizo que la marca de ceca sea una característica habitual de las antiguas monedas romanas. Estas marcas se colocaron en la parte inferior del reverso de la moneda y contenían tres partes. La primera parte indica que se trataba de una moneda con SM para Sacra Moneta, M para Moneta o P para Pecurnia. La segunda parte era una abreviatura del nombre de la ceca, como ROM para Roma o LON para Londres. La parte final indicó el taller dentro de la ceca. La reforma de Anastasio, que es el punto de división tradicional entre la acuñación del romano y el romano tardío (también conocido como Los imperios bizantinos) reemplazaron las marcas de ceca en las monedas de oro por la inscripción CONOB, que significa el estándar puro de Constantinopla, que fue utilizado por una variedad de cecas. Sin embargo, las marcas de menta continuaron en las monedas de cobre hasta la segunda mitad del siglo VII.

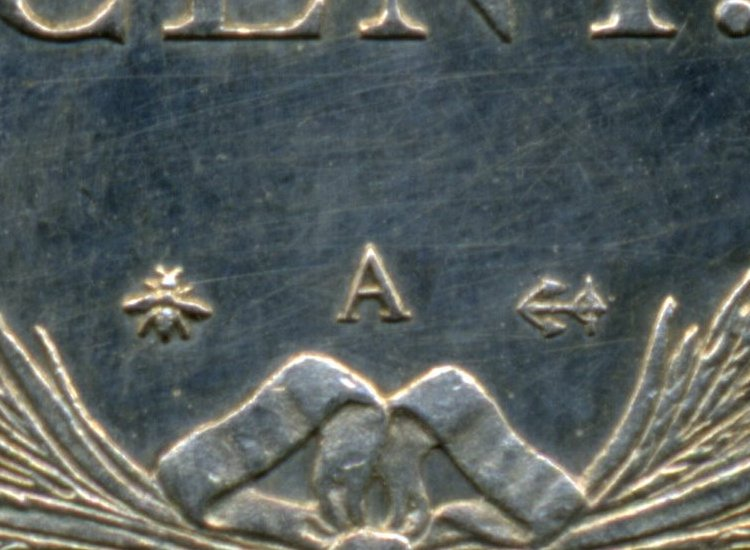
Marca de ceca y marcas privadas en Cochinchina francesa 20 Cents 1879, Paris Mint

Los nombres de la cecas comenzaron a aparecer en las monedas francesas bajo Pepin y se hicieron obligatorios bajo Carlomagno. En 1389, Carlos IV adoptó un sistema llamado Puntos Secretos. Este esquema colocó un punto debajo de la primera letra de la leyenda de las monedas de Crémieu, debajo de la segunda letra para los romanos, hasta la vigésima segunda letra para Bourges. En el siglo XV, además de los puntos secretos, se utilizaron letras o símbolos colocados al final de la leyenda que indicaba la ceca. En 1540, Francis I descontinuó puntos secretos en favor de un sistema de letras; A para París, B para Rouen,…, Z para Lyon; en el campo. También estableció como regla para los maestros de la ceca colocar sus marcas personales en las monedas, como lo habían hecho con una frecuencia cada vez mayor desde la acuñación de Luis XI. Esta fue una de las pocas prácticas reales que continuó la República de Francia. Las letras de la ceca continuaron hasta 1898 (revividas brevemente en 1914 y desde 1942-58) y todavía se utilizan las marcas de maestros de ceca, complementadas con la marca del grabador jefe.
Algunas monedas inglesas medievales usaban nombres de ceca Cuando Guillermo III se retiró de la acuñación martillada, las cecas de las ramas que ayudaron a golpear la máquina hicieron monedas para reemplazarla y pusieron sus iniciales debajo de su busto. La Royal Mint estableció sucursales para acuñar soberanos cerca de las fuentes de oro. Estos números muestran las iniciales de Sídney, Melbourne, Victoria y Perth Australia, así como Canadá, Sudáfrica e India. Soho Mint, de propiedad privada, obtuvo un contrato para acuñar monedas de cobre reales con prensas de vapor y poner su nombre en estas monedas y en las monedas que acuñaba para otros países. Cuando cerró, Ralph Heaton adquirió su equipo, fundó la Casa de la Moneda de Birmingham y puso su marca de ceca H en monedas de Canadá, entre otras.

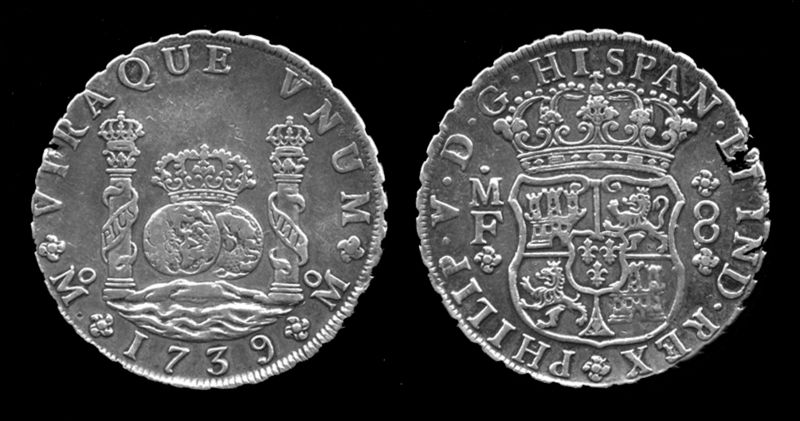
Dólar Español Molido con Marca de Ceca de la Ciudad de México.

El Imperio español introdujo las marcas de ceca en el Nuevo Mundo cuando autorizaron a la Ciudad de México a abrir una ceca el 11 de mayo de 1535. El Imperio español estableció casas de moneda en todos sus territorios americanos, cada una con su propia marca de ceca. Después de su revolución, México continuó usando su marca de ceca del monograma Mo colonial que se muestra a ambos lados de la fecha en el dólar molido español. Los Estados Unidos de América establecieron casas de moneda en Charlotte, Carolina del Norte y Dahlonega, Georgia en 1838 después de la Fiebre del oro de Georgia y colocaron sus primeras marcas de ceca en las monedas de oro acuñadas allí. Al igual que otros países, Estados Unidos ha colocado marcas de ceca no solo en sus propias monedas, sino también en las de sus territorios, como Filipinas, y otros países para los que tiene contratos para acuñar monedas, como Fiyi.

## Marcas de cecas en numismática
En el siglo XIX, los numismáticos (coleccionistas de monedas) generalmente no recolectaban monedas según la marca de ceca; más bien, intentaron obtener conjuntos de monedas con fechas. Un cambio radical comenzó después de 1893, cuando se publicó el "Tratado de acuñación de las casas de moneda de los Estados Unidos" de AG Heaton. Heaton citó un ejemplo tras otro de monedas con marca de ceca que eran mucho más escasas que los productos de Filadelfia y que deberían generar altas primas. Cuando Estados Unidos abandonó la acuñación de plata en 1964, las marcas de ceca se eliminaron de las nuevas monedas de cobre y níquel con la creencia de que reduciría la eliminación de monedas de la circulación por parte de los coleccionistas. Las monedas de plata desaparecieron rápidamente de la circulación y se temía que si los coleccionistas guardaban demasiadas monedas nuevas, habría una grave escasez de monedas. Las marcas de menta se devolvieron a las monedas de los Estados Unidos en 1968.

## Marcas de cecas de Estados Unidos
Las marcas de ceca actuales en las monedas de los Estados Unidos son P, D, S y W para las 4 casas de moneda estadounidenses que operan actualmente. La letra P se usa para Philadelphia Mint, D para Denver Mint, S para San Francisco Mint y W para West Point Mint . Con el tiempo ha habido 9 casas de moneda oficiales de Estados Unidos. La primera Casa de Moneda de los Estados Unidos estaba en Filadelfia, que comenzó la producción de monedas con grandes centavos y medio centavo de cobre puro a principios de 1793. Otras casas de moneda de Estados Unidos, antes del siglo XX, se consideraban "sucursales de la moneda". Las marcas de ceca de los Estados Unidos se usaron originalmente para distinguir monedas que no se fabricaban en Filadelfia. Las 8 marcas de ceca que se utilizan para distinguir las monedas no acuñadas en Filadelfia (en el orden cronológico de su primera acuñación) son: D para Dahlonega Mint (la producción de monedas comenzó el 12 de febrero de 1838), C para Charlotte Mint (27 de marzo de 1838). 1838), O para New Orleans Mint (8 de mayo de 1838), S para San Francisco Mint (3 de abril de 1854), CC para Carson City Mint (11 de febrero de 1870), D nuevamente (Dahlonega había cerrado en 1861 nunca volver a abrir) ahora para la Casa de la Moneda de Denver (12 de marzo de 1906), M para la Casa de la Moneda de Manila (15 de julio de 1920) (donde una Casa de la Moneda de los EE. UU. comenzó con la acuñación de una moneda de un centavo el 15 de julio de 1920) y, por último, una W para la Casa de la Moneda de West Point La Casa de la Moneda de West Point comenzó la producción de monedas el 29 de julio de 1974 para aliviar la escasez de monedas de veinticinco centavos y otras monedas menores y no tenía marca de ceca. Por tanto, las monedas de West Point no podían distinguirse de las fabricadas en la Casa de la Moneda de Filadelfia. La marca de ceca de West Point, "W", se utilizó por primera vez en las monedas de oro de 10 dólares que conmemoraban los Juegos Olímpicos de 1984 en Los Ángeles. La mayoría de las monedas de la Casa de la Moneda de Filadelfia de antes de 1980 no estaban marcadas, con las notables excepciones de las monedas de cinco centavos de la guerra (1942-1945) y los dólares de Susan B. Anthony (1979-1999). La marca de ceca P se utilizó por primera vez en los dólares Susan B. Anthony a partir de 1979. Desde 1980 hasta 2017, el centavo de Lincoln fue la única moneda que no siempre tuvo una marca de ceca, usando una "D" cuando se golpeó en Denver, pero sin una "P" cuando aparentemente se golpeó en la Casa de la Moneda de Filadelfia. Esta práctica permitió la acuñación adicional de monedas en la ceca de San Francisco ("S") y la ceca de West Point ("W") sin el uso de sus respectivas marcas de ceca para abordar las necesidades de moneda circulante sin la preocupación de crear variedades escasas que serían arrancados de la circulación por los colectores. En el único año de 2017, se agregó la "P" de Filadelfia al centavo de Lincoln para celebrar los 225 años de servicio de la Casa de la Moneda de Filadelfia. Generalmente, las monedas del siglo XXI con una "S" o "W" no circulan, y se producen principalmente como lingotes, monedas conmemorativas, de prueba u otras "monedas de colección" vendidas por la Casa de Moneda de los Estados Unidos a mayoristas autorizados de lingotes o directamente a coleccionistas. También hubo una excepción, el trimestre 2019-W hecho para la circulación. Solo se hicieron 2 millones para cada diseño. The West Point Mint continúa fabricando cuartos W destinados a la circulación. Esto se llama "La gran caza de monedas de Estados Unidos". La marca de ceca S también se utilizó para monedas en circulación hasta 1980.
Aunque Estados Unidos y varios otros países utilizan la letra inicial de la ciudad para sus marcas de ceca, esta práctica no es universal. Por ejemplo, Alemania utilizó A para Berlín, D para Múnich, E para Muldenhutten, F para Stuttgart, G para Karlsruhe y J para Hamburgo. Cuando España adoptó la moneda decimal en 1848, usó estrellas con diferentes números de puntos como marcas de ceca. Madrid usó estrellas de seis puntas, Barcelona usó estrellas de ocho puntas, y así sucesivamente. Después de la revolución de 1868, se colocaron pequeñas fechas en estas estrellas.  Las fechas pequeñas indicaban el año en que se acuñó la moneda, a diferencia de la fecha grande en la moneda, que era el año en que se autorizó..
Muchas casas de moneda del mundo usan comúnmente una marca privada, que es un símbolo exclusivo de cada casa de moneda. La Royal Canadian Mint comúnmente usa una marca privada de hoja de arce . Segovia, España, utilizó un acueducto, un hito local, antes de cambiar al sistema estelar en 1868. La casa de moneda privada de la Sociedad de acuñación francesa Poissy Branch usó una marca de ceca de rayo en las monedas de Francia, sus colonias, Rumania y otros países.

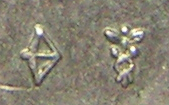
Marca de privacidad (izquierda) y marca de ceca en una moneda holandesa. La marca de ceca es la de la ceca de Utrecht. Desde 1830 (con una interrupción en 1941-1945) esta marca se presiona en todas las monedas holandesas.

Muchas monedas islámicas llevan una inscripción que dice qué ceca produjo la moneda. Esta inscripción es a menudo el nombre de la ciudad donde se acuñó la moneda escrita en escritura árabe .
Varias monedas de euro tienen marcas de ceca de su respectiva Casa de la Moneda. Consulte Marcas de identificación en monedas de euro para obtener más información.